# Frazer Will
Frazer Will (Tisdale, 10 mei 1982) is een voormalig internationaal topjudoka uit Canada, die zijn vaderland vertegenwoordigde bij de Olympische Spelen in 2008 (Peking). Daar verloor hij in de zestiende finale van de Nederlander Ruben Houkes. Will won tweemaal de gouden medaille bij de Pan-Amerikaanse kampioenschappen (2006 en 2007).

## Erelijst

### Pan-Amerikaanse kampioenschappen
- – 2005 Caguas, Puerto Rico (– 60 kg)
- – 2006 Buenos Aires, Argentinië (– 60 kg)
- – 2007 Montreal, Canada (– 60 kg)
- – 2009 Buenos Aires, Argentinië (– 60 kg)
- – 2011 Guadalajara, Mexico (– 60 kg)